# Роттердамський марафон
Роттердамський марафон (нід. De Fortis Marathon Rotterdam), або NN Rotterdam Marathon, є щорічним марафоном, який проводиться в Роттердамі, Нідерланди з 1981 року. З 1984 року він проводиться в квітні і приваблює багатьох найкращих атлетів. Журнал Runner's World включив марафон до 10 найкращих у світі.  Ця подія є найпопулярнішим марафоном у Нідерландах, за ним йдуть марафони в Амстердамі та Ейндховені .

## Історія
З квітня 1985 року по вересень 1998 року найкращий у світі час був встановлений саме у Роттердамі Карлосом Лопесом і Белайнехом Дінсамо відповідно. Станом на квітень 2012 року шість різних бігунів закінчили марафон швидше ніж за 2:05:00, і четверо з десяти найшвидших марафонців за усі часи показали найшвидший час саме на Роттердамському марафоні.
У 2007 року марафон було призупинено через три з половиною години через екстремальні погодні умови; метеорологічний інститут KNMI описав умови як «несезонні», а день змагань був найтеплішим за всю історію спостережень у квітні, температура досягала 34 градусів. °C. Деякі бігуни продовжили марафон, незважаючи на попередження та зупинку гонки.  
У 2008 році Вільям Кіпсанг встановив рекорд, пробігши за 2:05:49. Вже наступного року рекордний час був покращений Дунканом Кібетом і Джеймсом Квамбаєм, які обидва пробігли третій найшвидший час для цієї дистанції, 2:04:27.  
У 2012 році змаганню було присуджено Золотий знак IAAF після того, як у квітні того ж року було виконано останню умову: щоб марафон міг транслюватися в прямому ефірі по телебаченню принаймні в п’яти країнах.
Змагання 2020 року було перенесено на 2021 рік через пандемію коронавірусу, при цьому всі заявки були автоматично перенесені на 2021 рік, а всі зареєстровані бігуни мали можливість передати свою заявку іншому учаснику. 

## Дивись також
- Хронологія світових рекордів з марафонського бігу